# Ủy ban Nobel Na Uy

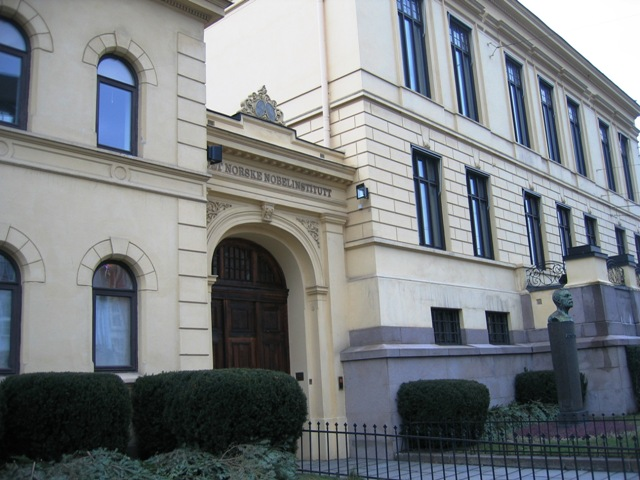
Viện Nobel Na Uy ở Oslo.

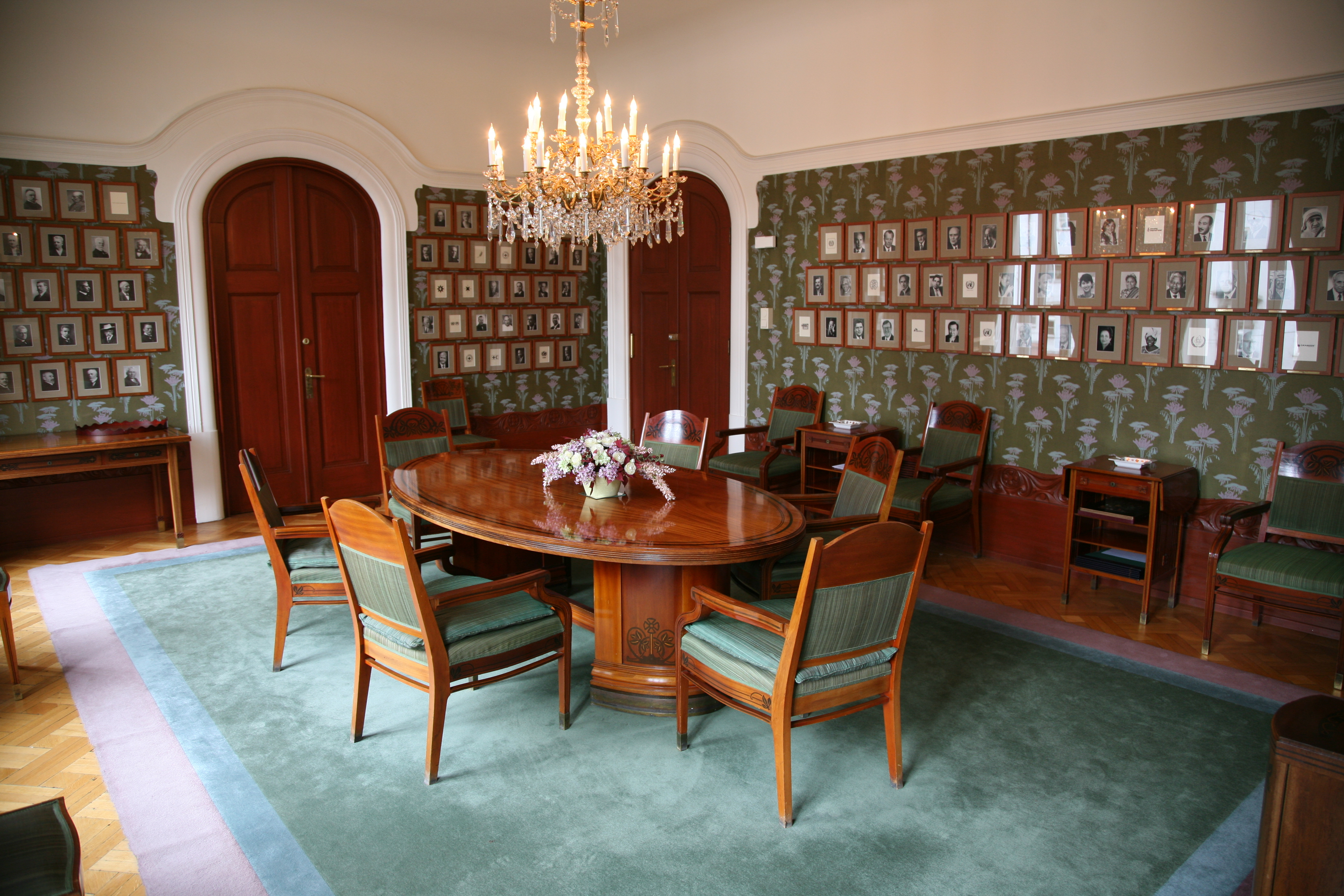
Phòng của Ủy ban Nobel Na Uy trong Viện Nobel Na Uy. Trên tường là hình chân dung các người đoạt giải Nobel Hòa bình trước đây.

Ủy ban Nobel Na Uy (tiếng Na Uy: Den norske Nobelkomité) là cơ quan có nhiệm vụ tuyển chọn người (hoặc tổ chức) đủ tiêu chuẩn để trao Giải Nobel Hòa bình hàng năm. Ủy ban này gồm có 5 thành viên chính thức và 3 thành viên dự khuyết, do Quốc hội Na Uy (Storting) bổ nhiệm.

## Lịch sử
Alfred Nobel từ trần tháng 12 năm 1896, tới tháng 1 năm 1897 thì nội dung bản Di chúc của ông được tiết lộ. Di chúc này được viết từ năm 1895. Trong Di chúc có nói tới một Giải Nobel Hòa bình sẽ được trao hàng năm "cho người nào đã làm công việc tốt nhất hoặc nhiều nhất cho tình hữu nghị giữa các dân tộc, cho việc bãi bỏ hoặc giảm thiểu các quân đội thường trực và cho việc tổ chức và xúc tiến các hội nghị hòa bình", và một số tiền của Nobel sẽ được tặng cho giải này. Quỹ Nobel quản lý tài sản này. Các giải Nobel khác do các cơ quan của Thụy Điển trao (Viện Hàn lâm Thụy Điển, Viện Hàn lâm Khoa học Hoàng gia Thụy Điển, Học viện Karolinska) vốn đã tồn tại sẵn, còn trách nhiệm về Giải Nobel Hòa bình được trao cho Quốc hội Na Uy, đúng ra là "một ủy ban gồm 5 người do Quốc hội Na Uy bầu chọn". Do đó một cơ quan mới được thành lập— Ủy ban Nobel Na Uy.
Luật gia Fredrik Heffermehl đã nhận xét rằng không cần phải yêu cầu một cơ quan lập pháp làm một nhiệm vụ tư pháp như quản lý một di chúc. Nhiệm vụ của một nghị viện là lập và thay đổi luật, còn một di chúc không thể bị thay đổi trừ phi tài sản trên đã rõ ràng lỗi thời. Tuy nhiên, vấn đề này đã không được bàn luận sâu hơn, vì thời đó sợ rằng số tiền được tặng có thể bị mất trong các trận chiến về pháp luật, nếu không thiết lập ngay một cơ quan (quản lý). Ngày 26.4.1897 Quốc hội Na Uy chấp nhận nhiệm vụ được giao, và ngày 5 tháng 8 cùng năm Quốc hội đã chính thức hóa tiến trình chọn lựa cùng ấn định thời gian phục vụ cho các thành viên của Ửy ban Nobel. Giải Nobel Hòa bình đầu tiên được trao năm 1901 cho Henri Dunant và Frédéric Passy. Ban đầu, Ủy ban gồm toàn các nghị sĩ đương nhiệm, và các báo cáo hàng năm được thảo luận tại các khóa họp của nghị viện. Dần dần, việc gắn chặt với Nghị viện sau này giảm bớt và Ủy ban trở nên độc lập hơn. Vì vậy, tên đã được thay đổi trước đây từ "Ủy ban Nobel Na Uy" thành "Ủy ban Nobel của Quốc hội Na Uy" (Det norske Stortings Nobelkomité) năm 1901, nhưng đổi lại tên cũ năm 1977. Ngày nay, các nghị sĩ đương nhiệm không được ở trong Ủy ban, ngoại trừ họ nói rõ ý định sẽ từ nhiệm sớm.
Tuy nhiên, Ủy ban vẫn gồm chủ yếu là các chính trị gia. Một đề nghị năm 1903 bầu chọn một học giả luật (Ebbe Hertzberg) đã bị bác bỏ. Cuối năm 1948, hệ thống bầu chọn được thay đổi để làm cho Ủy ban có tỷ lệ cân xứng hơn với các đảng chính trị có đại diện ở Quốc hội. Đảng Lao động Na Uy, đảng kiểm soát đa số ít ỏi trong Quốc hội đã đưa ra sự thay đổi này. Thông lệ này đã được củng cố, nhưng bị chỉ trích dữ dội. Đã có các đề nghị thâu nạp các thành viên không có quốc tịch Na Uy vào Ủy ban, nhưng cho tới nay việc đó chưa xảy ra.
Ủy ban Nobel Na Uy được hỗ trợ bởi Viện Nobel Na Uy, một cơ quan được thành lập năm 1904. Ủy ban có thể nhận khoảng trên 100 đề cử ứng viên và yêu cầu Viện Nobel Na Uy chọn lựa khoảng 20 ứng viên vào tháng Hai hàng năm. Giám đốc của Viện Nobel Na Uy cũng là thư ký của Ủy ban Nobel Na Uy; chức vụ đó hiện nay thuộc về Geir Lundestad. Thorbjørn Jagland làm chủ tịch Ủy ban Nobel Na Uy từ năm 2009.

## Nhân sự
| Danh sách các chủ tịch - 1901–1921: Jørgen Løvland - 1922–1940: Fredrik Stang - 1941–1966: Gunnar Jahn - 1967: Bernt Ingvaldsen - 1968–1978: Aase Lionæs - 1979–1981: John Sannes - 1982–1989: Egil Aarvik - 1990: Gidske Anderson - 1991–1999: Francis Sejersted - 2000–2002: Gunnar Berge - 2003–2008: Ole Danbolt Mjøs - 2009–tới nay: Thorbjørn Jagland | Danh sách các thư ký - 1901–1909: Christian Lous Lange - 1910–1945: Ragnvald Moe - 1946–1973: August Schou - 1974–1977: Tim Greve - 1978–1989: Jakob Sverdrup - 1990–tới nay: Geir Lundestad |

Các ủy viên (tính từ tháng 10 năm 2009)
- Thorbjørn Jagland (chủ tịch, sinh năm 1950), nghị sĩ, Chủ tịch Quốc hội, cựu bộ trưởng thuộc Đảng Lao động Na Uy, chủ tịch Ủy ban Nobel Na Uy từ năm 2009.
- Kaci Kullmann Five (phó chủ tịch, sinh năm 1951), cựu nghị sĩ Quốc hội, cựu bộ trưởng, thuộc Đảng Bảo thủ Na Uy. Thành viên Ủy ban Nobel Na Uy từ 2003, phó chủ tịch từ năm 2009.
- Sissel Rønbeck (sinh năm 1950), phó giám đốc Nha Di sản Văn hóa Na Uy (Riksantikvaren), cựu nghị sĩ Quốc hội, cựu bộ trưởng, thuộc Đảng Lao động Na Uy. Thành viên Ủy ban Nobel Na Uy từ năm 1994.
- Inger-Marie Ytterhorn (sinh năm 1941), cựu nghị sĩ Quốc hội, thuộc Đảng Cấp tiến Na Uy. Thành viên Ủy ban Nobel Na Uy từ năm 2000.
- Ågot Valle (sinh năm 1945), nghị sĩ Quốc hội, thuộc Đảng Xã hội cánh Tả Na Uy. Thành viên Ủy ban Nobel Na Uy từ năm 2009.

Ủy viên dự khuyết
- 1. Knut Vollebæk (63 tuổi).
- 2. Christopher Stensaker (64 tuổi).
- 3. Sverre Lodgaard (64 tuổi).

Thư ký
- Geir Lundestad (64 tuổi).